# Лисіни (Любуське воєводство)
Лисіни (пол. Łysiny) — село в Польщі, у гміні Всхова Всховського повіту Любуського воєводства.
Населення — 308 осіб (2011).
У 1975—1998 роках село належало до Лешненського воєводства.

## Демографія
Демографічна структура станом на 31 березня 2011 року:
|          | Загалом | Допрацездатний вік | Працездатний вік | Постпрацездатний вік |
| -------- | ------- | ------------------ | ---------------- | -------------------- |
| Чоловіки | 150     | 31                 | 110              | 9                    |
| Жінки    | 158     | 35                 | 91               | 32                   |
| Разом    | 308     | 66                 | 201              | 41                   |